# Осса (Опочинський повіт)
Осса (пол. Ossa) — село в Польщі, у гміні Білачув Опочинського повіту Лодзинського воєводства.
Населення — 77 осіб (2011).
У 1975—1998 роках село належало до Пйотрковського воєводства.

## Демографія
Демографічна структура станом на 31 березня 2011 року:
|          | Загалом | Допрацездатний вік | Працездатний вік | Постпрацездатний вік |
| -------- | ------- | ------------------ | ---------------- | -------------------- |
| Чоловіки | 41      | 5                  | 26               | 10                   |
| Жінки    | 36      | 3                  | 16               | 17                   |
| Разом    | 77      | 8                  | 42               | 27                   |